# GERAN

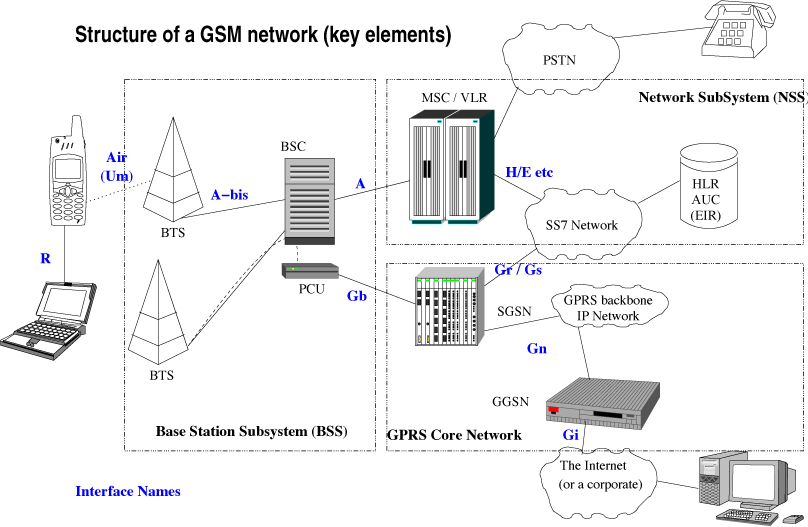
Estructura de un sistema GSM.

GERAN (acrónimo de: GSM EDGE Radio Access Network) es el conjunto de especificaciones de radio para las tecnologías GSM y EDGE. Una traducción aproximada al español de este acrónimo sería Red de Radio Acceso GSM/EDGE. Los estándares para GERAN fueron desarrollados por el 3GPP (Proyecto Asociación de Tercera Generación). Aunque GERAN fue concebida inicialmente para sistemas GSM, actualmente también es combinada en redes GSM/UMTS.
GERAN está basada en las técnicas de transmisión de velocidad EDGE, combinada con mejoras sobre la interfaz del enlace de radio GPRS.